# Meriania rugosa
Meriania rugosa är en tvåhjärtbladig växtart som beskrevs av Markgr.. Meriania rugosa ingår i släktet Meriania och familjen Melastomataceae. Inga underarter finns listade i Catalogue of Life.